# Santa Sofia (Pádua)

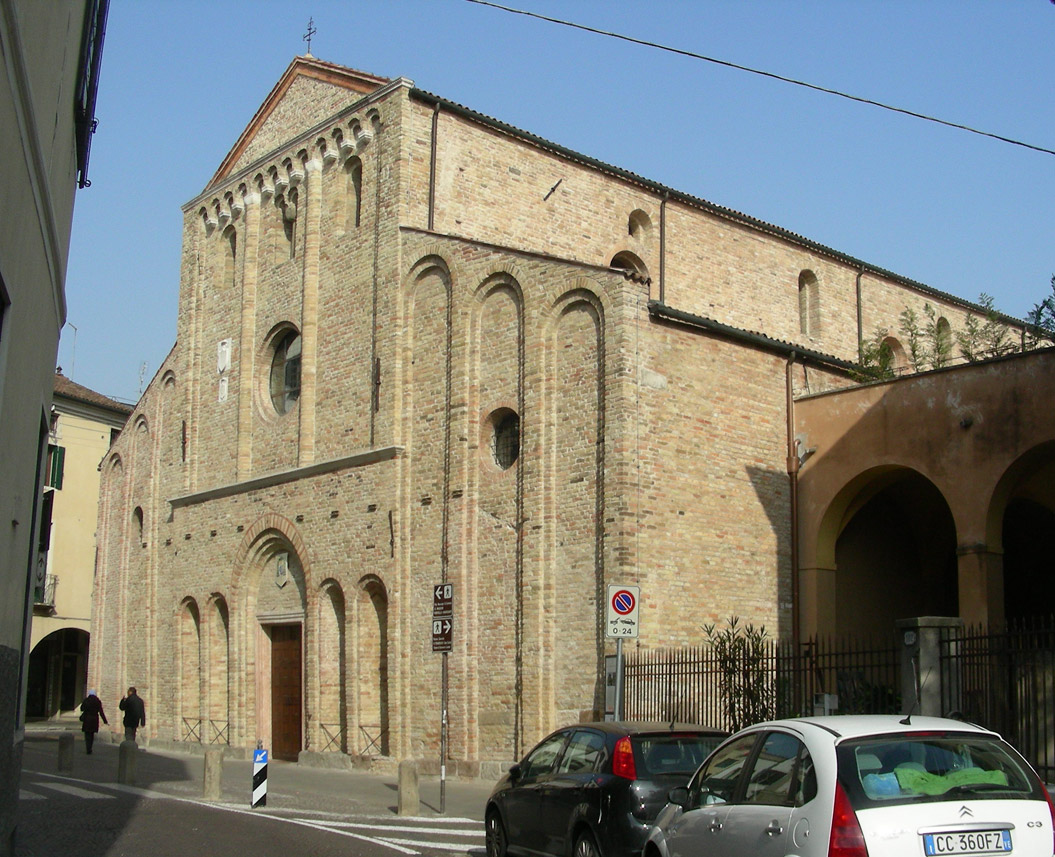
Fachada da Igreja

Santa Sofia é a mais antiga estrutura da igreja católica romana na cidade de Pádua, região do Vêneto, Itália.

## História
A tradição é que a igreja foi fundada por São Prosdócimo nas ruínas de um templo dedicado a Apolo. O primeiro documento em que é mencionado a igreja é datado de 19 de fevereiro de 1123: o bispo Sinibaldo interveio para instar o trabalho de conclusão da igreja, que tinha começado pelo menos a partir de 1109, e tinha sofrido com o terremoto de 1117.